# Atletica leggera ai Giochi della XXV Olimpiade - 100 metri piani maschili

Video della Finale

I 100 metri piani hanno fatto parte del programma maschile di atletica leggera ai Giochi della XXV Olimpiade. La competizione si è svolta nei giorni 31 luglio-1º agosto 1992 allo Stadio del Montjuic di Barcellona.

## Presenze ed assenze dei campioni in carica
| Competizione         | Atleta           | Prestazione | Barcellona 1992 |
| -------------------- | ---------------- | ----------- | --------------- |
| Olimpiadi 1988       | Carl Lewis       | 9”92        | 6º ai Trials    |
| Commonwealth 1990    | Linford Christie | 9”93w       | Presente        |
| Goodwill Games 1990  | Leroy Burrell    | 10"05       | Presente        |
| Europei 1990         | Linford Christie | 10”00       | Presente        |
| Asiatici 1990        | Talal Mansour    | 10”30 =     | Presente        |
| Panamericani 1991    | Robson da Silva  | 10”32       | Presente        |
| Africani 1991        | Frank Fredericks | 10”18       | Presente        |
| Mondiali 1991        | Carl Lewis       | 9”86        | 6º ai Trials    |
|                      |                  |             |                 |
| Mondiali junior 1988 | Andre Cason      | 10”22       | Assente         |

1. ↑  Sotto la bandiera della Gran Bretagna.

## La gara
Nei Quarti di finale Linford Christie batte Leroy Burrell (10"07 a 10"08). In semifinale Burrell regola i conti prevalendo sull'inglese (9"97 conto 10"00) e sul vincitore dei Trials, Mitchell (10"10). In questa prima serie arriva ultimo Ben Johnson, che è tornato alle gare dopo la squalifica subita a Seul.
La seconda semifinale è appannaggio di Frank Fredericks (10"17).

In finale, Leroy Burrell compie una falsa partenza. Al secondo sparo ha un tempo di reazione lentissimo e non è mai in gara. Scatta invece benissimo il canadese Bruny Surin, che però dopo 60 metri è risucchiato da Christie e Fredericks, seguiti da Mitchell. Sul traguardo Christie prevale di un metro sul namibiano.
A 32 anni, Linford Christie è l'atleta più maturo ad aver vinto l'oro olimpico nei 100 metri.

Quella di Frank Fredericks è la prima medaglia in assoluto per la Namibia alle Olimpiadi.

## Risultati

### Turni eliminatori
| 10 Batterie        | 31 luglio | 81 partenti       | Si qualificano i primi 3 + i 2 migliori tempi. |
| 4 Quarti di finale | 31 luglio | 8 + 8 + 8 + 8 + 8 | Si qualificano i primi 4.                      |
| 2 Semifinali       | 1º agosto | 8 + 8             | Si qualificano i primi 4.                      |
| Finale             | 1º agosto | 8 concorrenti     |                                                |

#### Semifinali

Video della I Semifinale

Video della II Semifinale

Accedono alla Finale i primi 4 classificati di ciascuna semifinale. Non ci sono ripescaggi.
1ª Semifinale
| Pos. | Atleta           | Paese             | Tempo | Note |
| ---- | ---------------- | ----------------- | ----- | ---- |
| 1    | Leroy Burrell    | Stati Uniti       | 9"97  | Q    |
| 2    | Linford Christie | Gran Bretagna     | 10"00 | Q    |
| 3    | Dennis Mitchell  | Stati Uniti       | 10"10 | Q    |
| 4    | Davidson Ezinwa  | Nigeria           | 10"23 | Q    |
| 5    | Chidi Imoh       | Nigeria           | 10"30 |      |
| 6    | Robson da Silva  | Brasile           | 10"32 |      |
| 7    | Vitaly Savin     | Squadra Unificata | 10"33 |      |
| 8    | Ben Johnson      | Canada            | 10"70 |      |

2ª Semifinale
| Pos. | Atleta                 | Paese       | Tempo | Note |
| ---- | ---------------------- | ----------- | ----- | ---- |
| 1    | Frankie Fredericks     | Namibia     | 10"17 | Q    |
| 2    | Bruny Surin            | Canada      | 10"21 | Q    |
| 3    | Olapade Adeniken       | Nigeria     | 10"28 | Q    |
| 4    | Raymond Stewart        | Giamaica    | 10"33 | Q    |
| 5    | Talal Mansour Al-Rahim | Qatar       | 10"34 |      |
| 6    | Emmanuel Tuffour       | Ghana       | 10"34 |      |
| 7    | Max Morinière          | Francia     | 10"42 |      |
| 8    | Mark Witherspoon       | Stati Uniti | NP    |      |

### Finale
| Primatista mondiale   | 9"86, 1991 | Carl Lewis    | 6º ai Trials |
| Primatista stagionale | 9"93       | Michael Marsh | 4º ai Trials |

1. ↑  Stabilito il 18 aprile

| Posizione | Atleta           | Nazionalità   | Tempo |
| --------- | ---------------- | ------------- | ----- |
|           | Linford Christie | Gran Bretagna | 9"96  |
|           | Frank Fredericks | Namibia       | 10"02 |
|           | Dennis Mitchell  | Stati Uniti   | 10"04 |
| 4         | Bruny Surin      | Canada        | 10"09 |
| 5         | Leroy Burrell    | Stati Uniti   | 10"10 |
| 6         | Olapade Adeniken | Nigeria       | 10"12 |
| 7         | Raymond Stewart  | Giamaica      | 10"22 |
| 8         | Davidson Ezinwa  | Nigeria       | 10"26 |